# Peter Baron
Peter Baron (ur. 17 maja 1969 roku w Chicago) – amerykański kierowca wyścigowy.

## Kariera
Baron rozpoczął karierę w międzynarodowych wyścigach samochodowych w 1997 roku od startów w USF2000 National Championship. Z dorobkiem jednego punktu został sklasyfikowany na pięćdziesiątej pozycji w klasyfikacji generalnej. W późniejszych latach Amerykanin pojawiał się także w stawce American Le Mans Series, Grand American Sports Car Series, Grand American Rolex Series oraz 24-godzinnego wyścigu Le Mans.